# Alfonso Gutiérrez
Julio Alfonso Gutiérrez Gutiérrez (Torrelavega, 17 novembre 1961) è un ex ciclista su strada spagnolo.
Professionista dal 1983 al 1994, vinse tre tappe alla Vuelta a España, corsa in cui si aggiudicò anche la classifica a punti nel 1987, e un titolo nazionale.

## Palmarès
- 1983

Circuito de Pascuas
5ª tappa Vuelta a Asturias
2ª tappa, 1ª semitappa Vuelta a Cantabria
3ª tappa Trofeo Castilla y León
- 1984

Gran Premio de Llodio
Gran Premio Ciudad de Vigo
Zaragoza-Sabiñánigo
2ª tappa Volta Ciclista a Catalunya
3ª tappa Setmana Catalana
2ª tappa Vuelta a Burgos
1ª tappa Vuelta a Aragón
2ª tappa Vuelta a la Rioja
3ª tappa, 1ª semitappa Vuelta a la Rioja
2ª tappa Vuelta a los Valles Mineros
1ª tappa Vuelta a Galicia
5ª tappa Vuelta a Galicia
- 1985

1ª tappa Volta Ciclista a Catalunya
3ª tappa Vuelta a la Rioja
- 1986

Campionati spagnoli, Prova in linea
Grand Premio Albacete
Gran Premio Caboalles de Abajo
4ª tappa Trofeo Castilla y León
5ª tappa Trofeo Castilla y León
6ª tappa Trofeo Castilla y León
Classifica generale Trofeo Castilla y León
4ª tappa Vuelta a España
1ª tappa Vuelta a Cantabria
4ª tappa Vuelta a Cantabria
7ª tappa Paris-Nice
1ª tappa Vuelta a Burgos
2ª tappa Vuelta a Burgos
3ª tappa Vuelta a Burgos
5ª tappa Vuelta a Burgos
- 1987

Gran Premio de Bilbao
Classifica generale Trofeo Castilla y León
4ª tappa Vuelta a España
2ª tappa Vuelta a la Rioja
6ª tappa Vuelta a Andalucía
2ª tappa Vuelta a Cantabria
5ª tappa Vuelta a Cantabria
- 1988

Zaragoza-Sabiñánigo
Hucha de Oro
2ª tappa Volta Ciclista a Catalunya
5ª tappa Vuelta a Burgos
3ª tappa Vuelta a Andalucía
- 1989

Hucha de Oro
2ª tappa Trofeo Castilla y León
2ª tappa Troféu Joaquim Agostinho
4ª tappa Troféu Joaquim Agostinho
- 1990

4ª tappa Vuelta a la Rioja
Classifica generale Vuelta a la Rioja
1ª tappa Vuelta a Galicia
Classifica generale Volta a Galicia
- 1991

4ª tappa Volta Ciclista a Catalunya
2ª tappa Setmana Catalana
3ª tappa Vuelta a Asturias
5ª tappa Vuelta a Asturias
2ª tappa Vuelta a Galicia
- 1992

Trofeo Cala Millor
Trofeo Manacor
3ª tappa Vuelta a Mallorca
4ª tappa Vuelta a Mallorca
2ª tappa Vuelta a Asturias
- 1993

Gran Premio Zamudio
Trofeo Cala Millor
Classifica generale Vuelta a Aragón
2ª tappa Vuelta a España (La Coruña > Vigo)
1ª tappa Vuelta a la Comunidad Valenciana
4ª tappa Vuelta a Burgos
3ª tappa Trofeo Castilla y León
3ª tappa Vuelta a Murcia
- 1994

Trofeo Calvia
3ª tappa Vuelta a Mallorca
6ª tappa Vuelta a Mallorca

### Altri successi
- 1984

Criterium di La Rua
- 1985

Criterium di Oviedo
- 1986

Criterium di Albacete
- 1987

Classifica a punti Vuelta a España
Criterium Miranda de Ebro
Criterium di Palencia
Criterium di Valladolid
- 1990

Criterium di Fuenlabrada

## Piazzamenti

### Grandi Giri
- Tour de France

1986: ritirato (13ª tappa)
1987: non partito (3ª tappa)
1988: non partito (14ª tappa)
- Giro d'Italia

1993: fuori tempo (1ª/1ª tappa)
- Vuelta a España

1986: 103º
1987: 88º
1988: 73º
1990: 86º
1991: 84º
1992: 131º
1993: 89º

### Classiche monumento
- Milano-Sanremo

1987: 71º
1990: 46º

### Competizioni mondiali
- Campionati del mondo

Colorado Springs 1986 - In linea: 6º
Villach 1987 - In linea: 27º